# Isla de Tamoe
La isla de Tamoe es el relato de una sociedad utópica escrito por el Marqués de Sade. El relato forma parte de la Historia de Sainville, que a su vez forma parte de su novela Aline y Valcour. La novela filosófica (1788). 

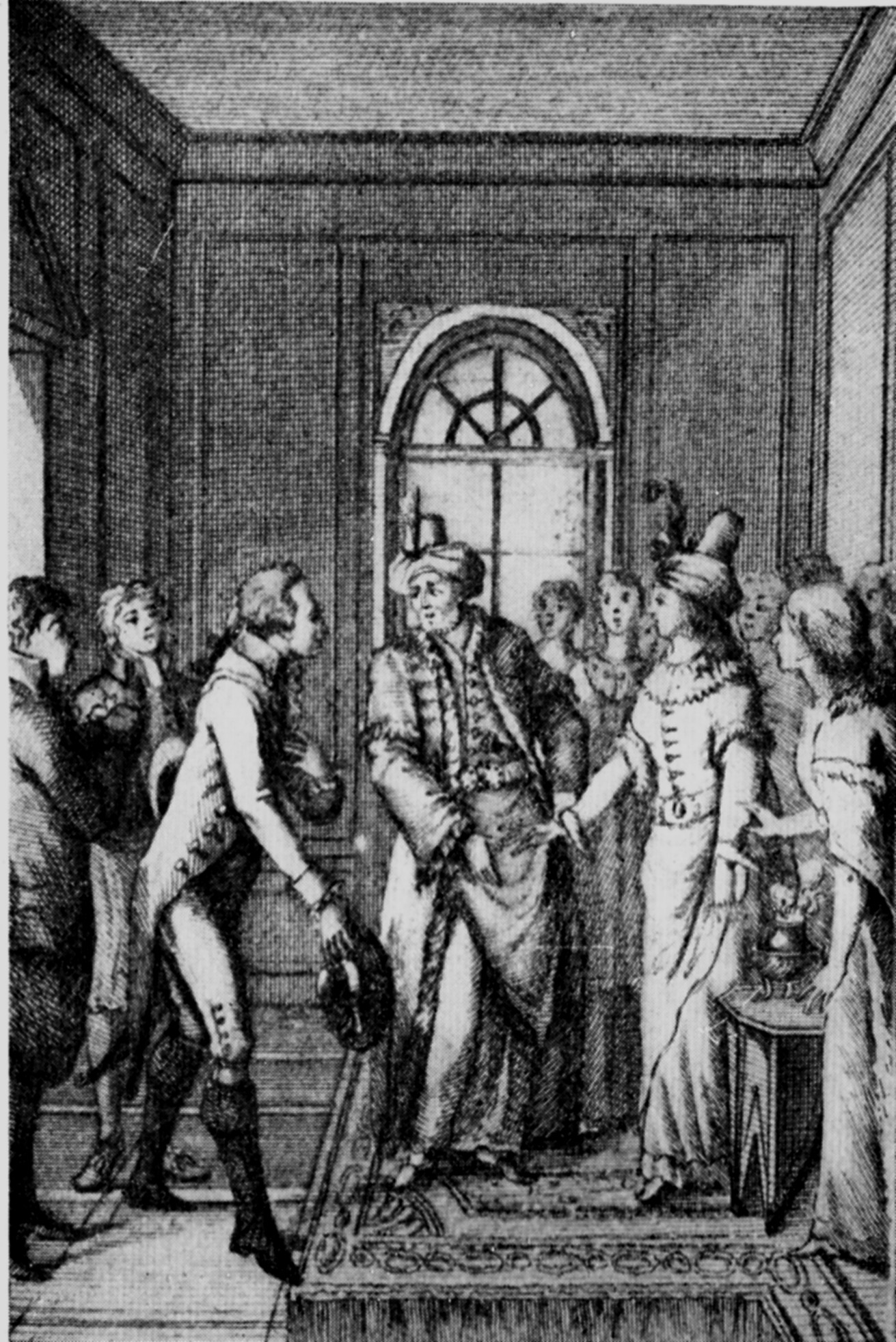
Sainville en la corte del rey Zamé (ilustración de la novela Aline y Valcour).

En La isla de Tamoe Sade nos describe su modelo de sociedad ideal, una sociedad igualitaria y tolerante gobernada desde el paternalismo de un sabio y justo príncipe. El relato nos recuerda la  Isla de Utopía de Tomás Moro; así como podemos apreciar en él la influencia de Rousseau y, especialmente, de Platón.

La sociedad utópica de la isla de Tamoe es una construcción del hombre para el hombre. Es la expresión del sentimiento general de poder reformar el orden social, es el producto del descontento general de la época y la esperanza puesta en el poder del individuo. (Michel Romieux. 1997)

Aun cuando en Tamoe Sade nos describe una sociedad feliz, no abandona su pesimismo advirtiendo al lector que tal sociedad no pertenece a la realidad:

Si en Tamoé quiere consolar a sus lectores de las crueles verdades que se ha visto obligado a describir en Butua recurriendo a ficciones más agradables, ¿se le debe reprochar? Solamente vemos aquí una cosa lamentable, que todo lo que hay de más horrible se encuentre en la naturaleza y que sea solamente en el país de las quimeras en donde se puede hallar lo justo y lo bueno.
 Nota del editor en Aline y Valcour

Sade sitúa a la isla en un punto indeterminado, desconocido, de la ruta que recorriera en sus viajes el capitán Cook. A ella arriban azarosamente por un golpe de mar. Ya a la vista es una isla “encantadora”, rodeada de acantilados a la que solo puede accederse por una bahía bien defendida. Arriban a ella obligados a reparar el navío, con varias vías de agua tras la tormenta. Son recibidos con hospitalidad y su gobernador, el sabio Zamé será el que haga de cicerone describiéndoles y mostrándoles sus modos de vida y de gobierno.
La ciudad que preside la isla nos la describe con un trazado simétrico destacando la igualdad de sus casas y una plaza donde entre sus edificios se encuentra el palacio del gobernador que únicamente se diferencia por ser algo mayor en tamaño que el reto de las casas. 

Nada extraordinario nos anunció la morada del príncipe; no vimos allí ninguno de esos guardias insultantes que, por sus precauciones y sus armas, parecen ocultar al tirano de la vista del pueblo [...]. Este jefe respetable venido a la puerta de su palacio para recibirnos, él mismo fue abordado sin ceremonias por todos aquellos que nos guiaban o nos acompañaban; todos se afanaban por acercarse a él; todos gozaban viéndolo y él hizo gesto de amistad a todos. Grande por sus solas virtudes, respetado por su sola sabiduría, guardado solamente por el corazón del pueblo me creí transportado, al verlo, a los dichosos tiempos de la edad de oro, cuando los reyes sólo eran los amigos de sus súbditos y cuando los súbditos eran los hijos de sus príncipes.

Es una sociedad donde todos tienen garantizadas sus necesidades básicas, regida, no por el temor y la fuerza sino por el amor y la buena fe de sus ciudadanos y su príncipe. Un príncipe que es querido por sus  súbditos por sus virtudes, que no necesita ni de la ostentación ni de la fuerza para hacerse respetar; y unos súbditos que se conducen con equidad, no por el temor al castigo sino porque han hecho suyas unas virtudes y unas leyes que consideran justas. 
Zamé (el buen príncipe) narra a su invitado (Sainville, el protagonista de la historia) cómo se ha llegado a conformar tal sociedad ideal. Cómo su padre procedente de Francia inició la dinastía y cómo lo educó enseñándole historia, geografía, matemáticas, astronomía, dibujo y arte de la navegación. Que, haciéndole viajar por todo el mundo, le advirtió sobre los males, presentes en las sociedades occidentales, que debería evitar para llegar a ser un buen gobernante: 

Ve a conocer el universo, hijo mío, ve a aprender en todos los pueblos de la tierra lo que te parezca más ventajoso para la dicha del tuyo. Haz como la abeja, revolotea entre todas las flores v vuelve sólo con la miel. Vas a encontrar entre los hombres mucho de locura con un poco de sabiduría, algunos buenos principios entremezclados con espantosos absurdos... Instrúyete. aprende a conocer a tus semejantes antes de osar gobernarlos.

Sade aprovecha estos consejos para evidenciar los que él considera males de las sociedades occidentales, principalmente los que considera males de la sociedad francesa: 
La tiranía de sus soberanos:

Que la púrpura de los reyes no te deslumbre, descúbrelos bajo la pompa con que esconden su mediocridad, su despotismo y su insolencia. Amigo mío, siempre detesté los reyes y no es un trono lo que te destino, quiero que seas el padre, el amigo de la nación que nos adopta; quiero que seas su legislador, su guía; en una palabra, virtudes es lo que hay que darle y no cadenas. Desprecia soberanamente esos tiranos que Europa va a revelar ante tus ojos, los verás por doquier rodeados de esclavos que les ocultan la verdad porque esos favoritos tendrían demasiado que perder si se la mostraran.

El sectarismo de las religiones:

La diversidad de cultos va a sorprenderte, en todas partes verás al hombre engreído del suyo, imaginándose que ese es el único bueno.[...] Al examinarlos todos filosóficamente, piensa que el culto sólo es útil al hombre en la medida que otorga fuerzas a la moral, en la medida en que puede constituir un freno para la perversidad, para ello es necesario que sea puro y sencillo. Si a tus ojos sólo ofrece dogmas monstruosos e imbéciles misterios, elude ese culto, que es falso, que es peligroso, que en tu nación sólo constituiría una fuente incesante de muertes y de crímenes, de modo que tú te harías tan culpable si lo trajeras a este pueblo cuanto lo fueron los viles impostores que lo difundieron por su superficie. Evítalo, hijo mío, detesta ese culto, que sólo es obra de la estafa de unos y de la estupidez de los demás, y que no haría mejor a este pueblo. Pero si ante tu vista se presenta uno que, sencillo en su doctrina y que virtuoso en su moral, despreciando todo fasto, rechazando todas las fábulas pueriles, sólo tenga por objeto la adoración de un único Dios, adóptalo, que es el bueno. No es mediante bobadas reverenciadas aquí y menospreciadas más allá como se puede complacer al Padre Eterno sino mediante la pureza de nuestros corazones, mediante las buenas acciones... Si es verdad que hay un Dios, he ahí las virtudes que lo constituyen, he ahí las únicas que el hombre debe imitar.

El rigorismo de las leyes:

Te asombrará asimismo la diversidad de las leyes; examinándolas todas con igual atención que la que acabo de exigirte en lo tocante a los cultos; piensa que la única utilidad de las leyes consiste en hacer feliz al hombre; considera falso y atroz todo cuanto se aparta de este principio.

Y las diferencias:

Por doquier vi muchos vicios y pocas virtudes; por doquier vi la vanidad, la envidia, la avaricia y la intemperancia que sometían al débil a los caprichos del poderoso; por doquier pudo reducir el hombre a dos clases; ambas igualmente lamentables; en la una, el rico, esclavo de sus placeres; en la otra, el infortunado, víctima del destino; y no observé jamás ni en la una el deseo de ser mejor ni en la otra la posibilidad de llegar a serlo, como si ambas sólo hubieran trabajado en pos de su infortunio común. Como si sólo hubieran tratado de multiplicar sus trabas; vi siempre a la más opulenta aumentar sus cadenas al duplicar sus deseos; y a la más pobre, insultada y despreciada por la otra, no recibir siquiera el aliento necesario para sostener el peso de la carga. Reclamé la libertad y se me alegó que era quimérica. Noté a poco que quienes la rechazaban eran siempre aquellos que perderían con ella; desde ese momento la creí posible... ¡qué digo!; desde ese momento la tuve por imprescindible para la felicidad de un pueblo. Todos los hombres salen iguales de las manos de la naturaleza, la opinión que los diferencia es falsa; en todas partes donde sean iguales pueden ser felices; es imposible que lo sean donde existan las diferencias.

Zamé continúa narrando cómo ha conseguido formar un pueblo libre de esas cargas. Advierte que le ha sido fácil ya que los vicios no estaban instaurados. Suprimiendo el lujo e instaurando la igualdad suprimió las envidias, la avaricia y la ambición. Instaurando el divorcio eliminó el libertinaje. Habiendo visto los patíbulos levantados por toda Europa producto de la lucha entre religiones decidió instaurar una sencilla con pocos dogmas a la que todos pudieran abrazar. De este modo el número de delitos se había reducido considerablemente y para la represión de los pocos delitos que se producían le bastaba la desaprobación moral para castigarlos. Se declara contrario a la pena de muerte:

Pero hacen falta leyes: concedido, también; pero me pregunto, ¿la pena de muerte castigará al infractor? Dios no lo quiera! Sólo el Ser soberano puede disponer de la vida de los hombres. [...] la idea de que el mal pueda acarrear el bien es uno de los vértigos más inquietantes de la cabeza de los necios. El hombre es débil y tal ha sido creado por la mano de Dios; ni a mí me incumbe sondear las razones que tiene para ello el Ser Supremo ni a mí me corresponde atreverme a castigar al hombre por ser lo que necesariamente tiene que ser. Debo recurrir a todos los medios en uso para tratar de hacerlo tan bueno corno puede serlo, ninguno para castigarlo por no ser como debería ser.

Y contrario también a la pena de privación de libertad:

¿Ignoras acaso que la prisión, la más nociva y peligrosa de las condenas, sólo es un antiguo abuso de la justicia, erigido luego en costumbre por el despotismo y la tiranía?[...] nació en el seno de la ignorancia y de la ceguera; jueces ineptos, por no atreverse a condenar ni absolver en ciertos casos, prefirieron dejar al acusado en prisión. creyendo que así su conciencia quedaba a salvo, puesto que no le hacían perder la vida a ese hombre ni lo devolvía a la sociedad. [...]  queda la esperanza de corregir; pero, cuán poco es necesario conocer al hombre para imaginar que la prisión pueda producir este efecto sobre él. [...]  Es absolutamente imposible citar el caso de un hombre, uno solo, que haya sido reformado por las cadenas. [...] Cuando un hombre ha cometido una falta corresponde hacérsela reparar tornándolo útil a la sociedad que se atrevió a perturbar; que repare a la sociedad el daño que le ha causado mediante todo aquello que esté en su poder; pero que no se lo aísle, que no se lo secuestre, ya que un hombre encerrado no es útil ni para sí mismo ni para los otros.

El virtuoso Zamé narra a su invitado cómo el estado natural del hombre es el salvaje. Civilicémoslo, pero agregándole todo aquello que lo engrandezca; moderemos su espíritu, pero no le carguemos de cadenas; dictemos las leyes que sean estrictamente necesarias, pero no le abrumemos con un cúmulo de ellas que se hagan imposibles de cumplir. 
Tamoe es una isla pacífica que vive el paz con sus vecinos a los que ayuda cuando esta ayuda les es solicitada, así cuentan con muchos aliados. En su interior reina la paz porque sus habitantes tienen garantizadas sus necesidades producto de su trabajo y están regidos por leyes benévolas que les permiten vivir en libertad. 
El matrimonio es una ceremonia en la que los cónyuges contraen la obligación de amarse y procrear hijos;  donde se comprometen, el hombre a no repudiar a la mujer ni la mujer al hombre sino por motivos legítimos. Tampoco están encadenados el uno al otro de por vida. Las causas por las que pueden pedir el divorcio son tres: el hombre puede separarse de su mujer si es enfermiza, si no quiere o no puede darle hijos o si le niega al marido lo que legítimamente puede exigir de ella; y la mujer puede separarse del marido si es enfermizo, si no puede o no quiere darle hijos o si la maltrata de cualquier modo. En un lado de la ciudad existen casas más pequeñas que las destinadas a matrimonios para los solteros y los repudiados, con terrenos para que puedan subsistir sin necesidad de pedir ayuda a la familia. Los repudiados, si lo prefieren, pueden optar a contraer nuevas nupcias. 
Estos matrimonios, al tener muchachos y muchachas la misma fortuna, están fundamentados en el amor. Esto, unido a la posibilidad del divorcio hace que el adulterio, "tan frecuente en occidente", en Tamoe resulte extremadamente raro.
En la Tamoe igualitaria el ciudadano no es propietario de nada, el estado cubre sus necesidades entregándole casa y terrenos para el cultivo y a su muerte todo revierte nuevamente en el estado; los hijos, también son educados por el estado. 
Con la igualdad de bienes no existen los robos, solo se roba lo que no se tiene. Poseyendo todos los mismos bienes no pueden envidiarse los del vecino. Mediante la igualdad se acaba con la avaricia y con la ambición, causa de no pocos crímenes.
Todo está dispuesto en la isla para evitar el crimen y así evitar el castigo. 

Sin embargo, confieso que no todas las infracciones están suprimidas, habría que ser un Dios para eliminar absolutamente el delito de la tierra; pero compara los que pueden subsistir dentro de mi gobierno con aquellos a los que el ciudadano es llevado necesariamente por la viciosa composición de los vuestros. No lo castiguéis, pues, cuando procede mal, cambiad la forma de vuestro gobierno y no atormentéis al hombre, quien, cuando esta forma es mala, cierto que puede tener una mala conducta, pues ya no es él quien es culpable sino vosotros; vosotros que pudiendo impedirle hacer el mal mediante una modificación de vuestras leyes, las dejáis subsistir intactas, tan odiosas como son, para daros el placer de castigar con ellas al infractor. ¿No tomarías por un individuo feroz a quien hiciera morir a un infortunado por haberse dejado caer en un precipicio donde la mano misma que lo castigará acabara de arrojarlo? Sed justos, tolerad el crimen, puesto que lo vicioso de vuestro gobierno lleva a él; o bien, si el crimen os daña, cambiad la constitución del gobierno que lo hace nacer, poned, como yo he hecho, al ciudadano en la imposibilidad de cometerlo; pero no lo sacrifiquéis a la ineptitud de vuestras leyes y a vuestro empecinamiento en no querer cambiarlas.

En todo caso los castigos son ligeros, en proporción a los delitos posibles en su nación: “humillan pero jamás marcan con el hierro candente” (costumbre de la época). Zamé narra varios ejemplos de castigo, uno es pasear al delincuente custodiado por dos pregoneros que van pregonando por toda la ciudad el delito cometido. 
Zamé continua dando detalles sobre la vida en la isla invitándoles a varias ceremonias para que se hagan una mejor idea de la misma. Así llega el día de la partida. Cuando el barco está reparado y aprovisionado se despiden cordialmente. Sainville continúa su viaje en busca de su querida Leonore.